# 赤土小學校前站
赤土小學校前站（日语：／ Akado-shōgakkō-mae eki */?）是日本東京都荒川區東尾久四丁目境內的東京都交通局日暮里-舍人線鐵路車站。車站編號是NT 03。
計劃階段是臨時站名是「赤土小學校」，2006年11月13日正式決定為現在的站名。

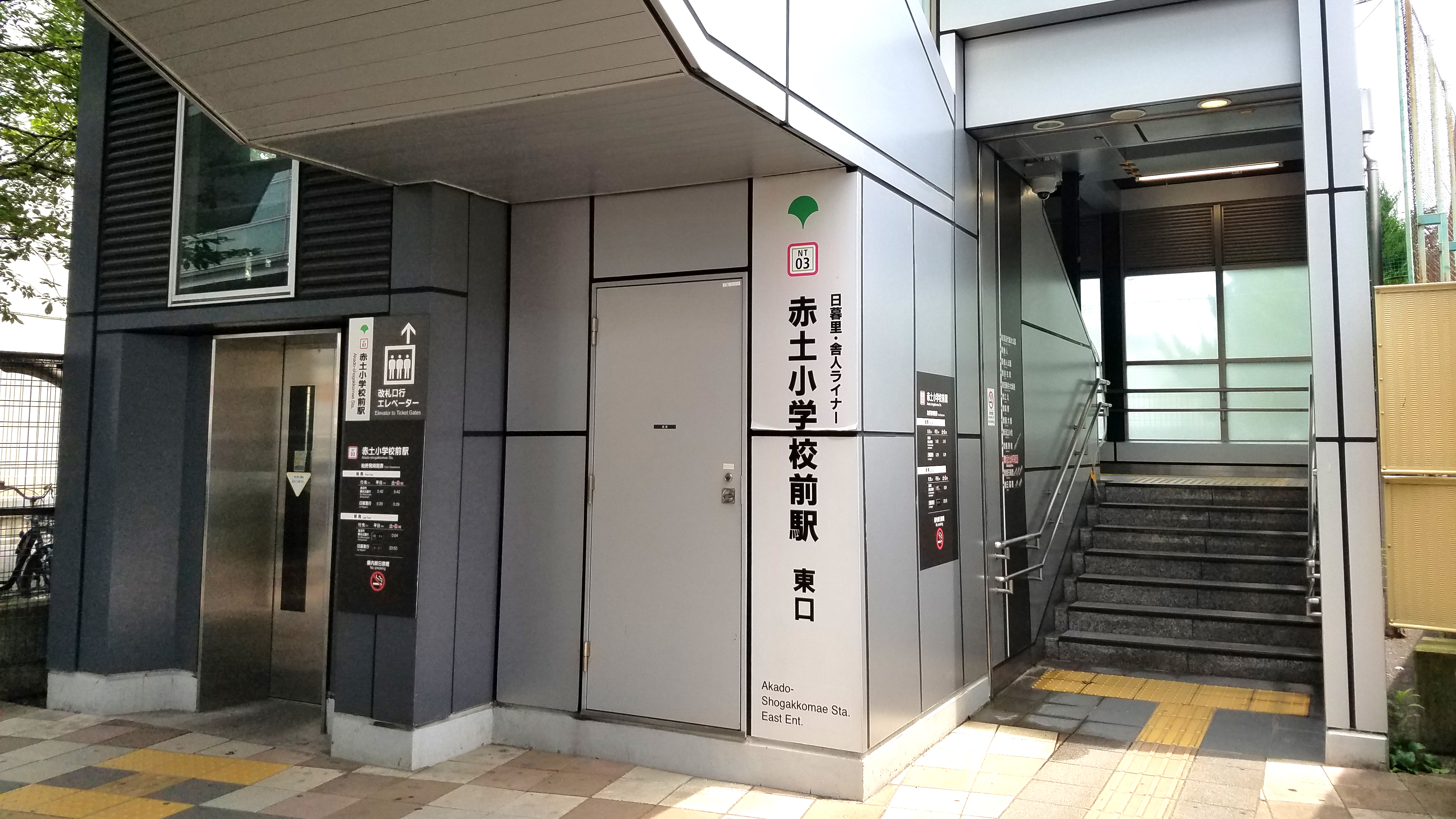
東口(2021年7月)

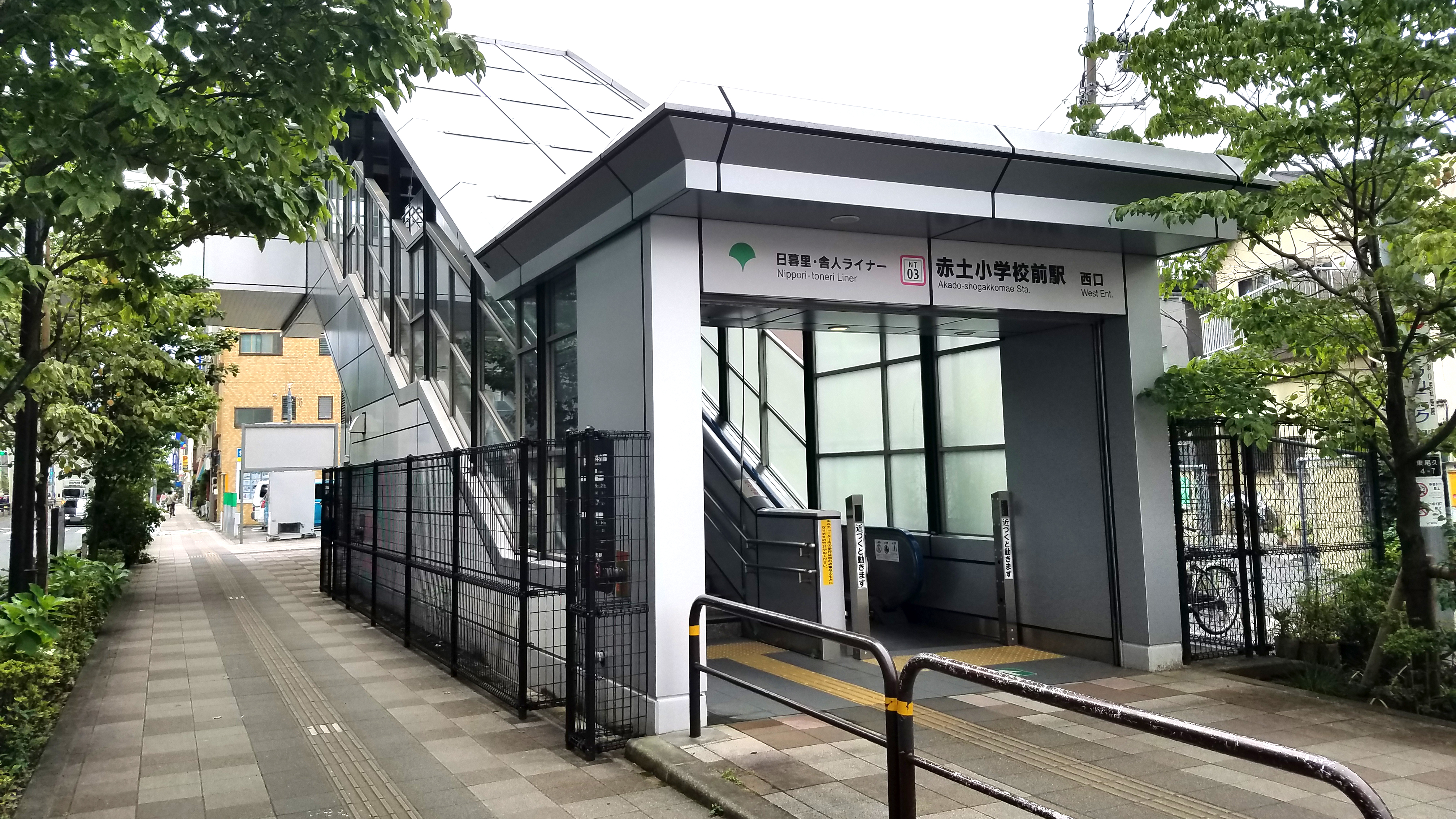
西口(2021年7月)

## 車站構造

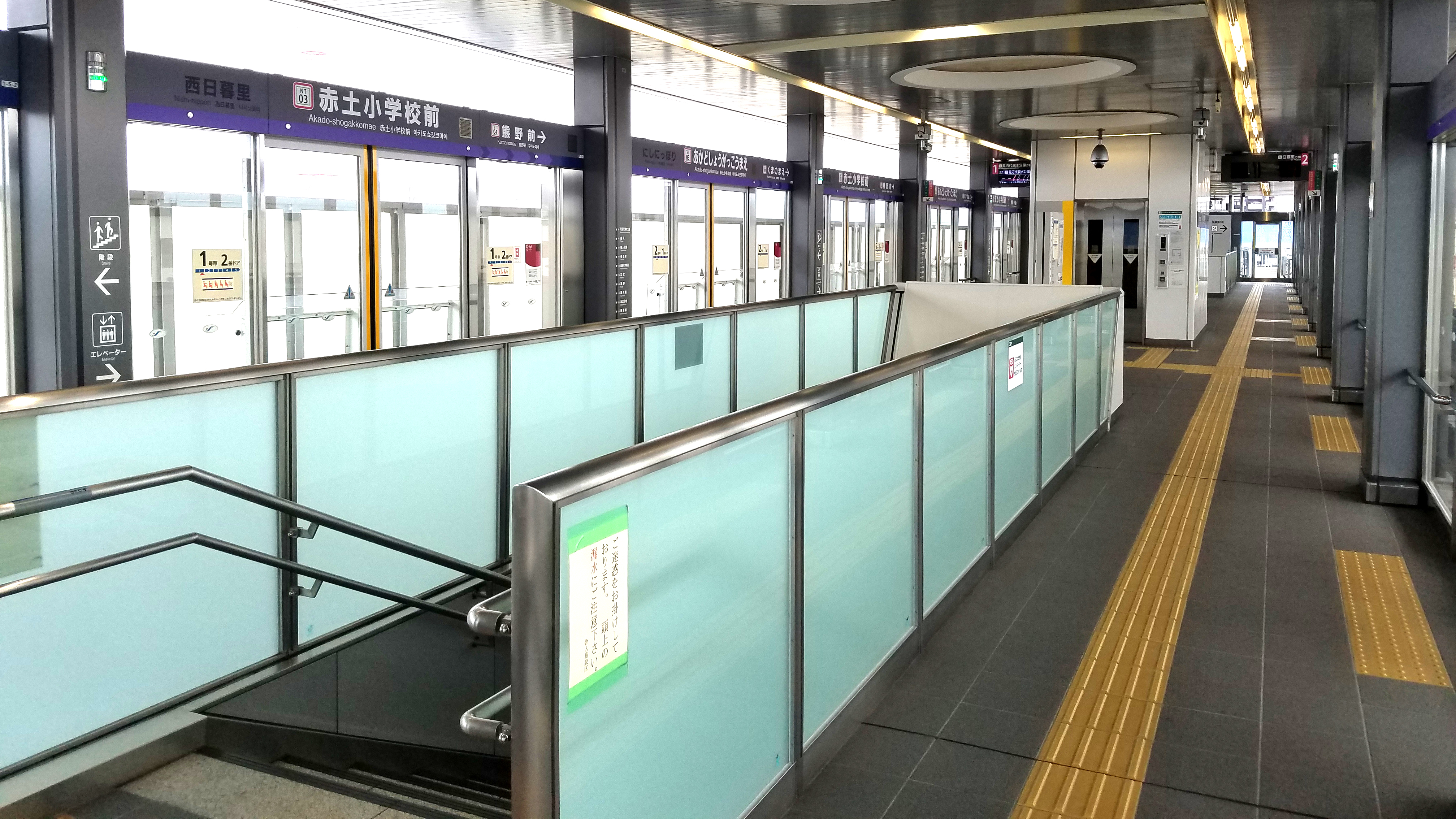
月台(2021年7月)

島式月台1面2線高架車站。

### 月台配置
| 月台 | 路線          | 目的地             |
| ---- | ------------- | ------------------ |
| 1    | 日暮里-舍人線 | 見沼代親水公園方向 |
| 2    | 日暮里-舍人線 | 日暮里方向         |

## 使用情況
2016年度的1日平均上下車人次為4,739人（上車人次 2,448人、下車人次 2,291人），日暮里-舍人線全部13個車站當中排行第11位。
開業以來的1日平均上下、上車人次如下表。
| 年度               | 1日平均 上下車人次 | 1日平均 上車人次 | 來源    |
| ------------------ | ------------------ | ---------------- | ------- |
| 2008年（平成20年） | 3,270              | 1,710            | [ * 1 ] |
| 2009年（平成21年） | 3,747              | 1,942            | [ * 2 ] |
| 2010年（平成22年） | 3,904              | 2,025            | [ * 3 ] |
| 2011年（平成23年） | 3,727              | 1,931            | [ * 4 ] |
| 2012年（平成24年） | 3,672              | 1,904            | [ * 5 ] |
| 2013年（平成25年） | 3,882              | 2,019            | [ * 6 ] |
| 2014年（平成26年） | 4,332              | 2.244            | [ * 7 ] |
| 2015年（平成27年） | 4,546              | 2,355            | [ * 8 ] |
| 2016年（平成28年） | 4,739              | 2,448            |         |

## 車站周邊
- 日本租車（ニッポンレンタカー）
- 摩斯漢堡
- 小泉病院
- 東京東信用金庫

## 相鄰車站
東京都交通局
 日暮里-舍人線
西日暮里（NT 02）－赤土小學校前（NT 03）－熊野前（NT 04）

## 外部連結
- 赤土小學校前站 （页面存档备份，存于） - 東京都交通局